# Đội tuyển bóng chuyền nam quốc gia Ukraina
Đội tuyển bóng chuyền nam quốc gia Ukraina là đội bóng đại diện cho Ukraina tại các cuộc thi tranh giải và trận đấu giao hữu bóng chuyền nam ở phạm vi quốc tế.

## Kết quả thi đấu

### Giải vô địch thế giới
| Năm               | Vòng đấu                 | Vị trí chung cuộc  | Số trận thi đấu    | Thắng              | Thua               | Số hiệp thắng      | Số hiệp thua       |
| ----------------- | ------------------------ | ------------------ | ------------------ | ------------------ | ------------------ | ------------------ | ------------------ |
| Hy Lạp 1994       | Không đủ điều kiện       | Không đủ điều kiện | Không đủ điều kiện | Không đủ điều kiện | Không đủ điều kiện | Không đủ điều kiện | Không đủ điều kiện |
| Nhật Bản 1998     | Play-off vị trí thứ 9-12 | 10                 | 12                 | 4                  | 8                  | 15                 | 27                 |
| Argentina 2002    | Không đủ điều kiện       | Không đủ điều kiện | Không đủ điều kiện | Không đủ điều kiện | Không đủ điều kiện | Không đủ điều kiện | Không đủ điều kiện |
| Nhật Bản 2006     | Không đủ điều kiện       | Không đủ điều kiện | Không đủ điều kiện | Không đủ điều kiện | Không đủ điều kiện | Không đủ điều kiện | Không đủ điều kiện |
| Ý 2010            | Không đủ điều kiện       | Không đủ điều kiện | Không đủ điều kiện | Không đủ điều kiện | Không đủ điều kiện | Không đủ điều kiện | Không đủ điều kiện |
| Ba Lan 2014       | Không đủ điều kiện       | Không đủ điều kiện | Không đủ điều kiện | Không đủ điều kiện | Không đủ điều kiện | Không đủ điều kiện | Không đủ điều kiện |
| Ý & Bulgaria 2018 | Không đủ điều kiện       | Không đủ điều kiện | Không đủ điều kiện | Không đủ điều kiện | Không đủ điều kiện | Không đủ điều kiện | Không đủ điều kiện |
| Tổng              |                          | 1/7                | 12                 | 4                  | 8                  | 15                 | 27                 |

### Giải vô địch châu Âu
| Năm                           | Vòng đấu           | Vị trí chung cuộc  | Số trận thi đấu    | Thắng              | Thua               |
| ----------------------------- | ------------------ | ------------------ | ------------------ | ------------------ | ------------------ |
| Phần Lan 1993                 | Tranh giải năm     | 6                  | 7                  | 4                  | 3                  |
| Hy Lạp 1995                   | Sơ tuyển           | 9                  | 5                  | 1                  | 4                  |
| Hà Lan 1997                   | Tranh giải bảy     | 7                  | 7                  | 4                  | 3                  |
| Áo 1999                       | Không đủ điều kiện | Không đủ điều kiện | Không đủ điều kiện | Không đủ điều kiện | Không đủ điều kiện |
| Cộng hòa Séc 2001             | Không đủ điều kiện | Không đủ điều kiện | Không đủ điều kiện | Không đủ điều kiện | Không đủ điều kiện |
| Đức 2003                      | Không đủ điều kiện | Không đủ điều kiện | Không đủ điều kiện | Không đủ điều kiện | Không đủ điều kiện |
| Serbia và Montenegro & Ý 2005 | Sơ tuyển           | 12                 | 5                  | 0                  | 5                  |
| Nga 2007                      | Không đủ điều kiện | Không đủ điều kiện | Không đủ điều kiện | Không đủ điều kiện | Không đủ điều kiện |
| Thổ Nhĩ Kỳ 2009               | Không đủ điều kiện | Không đủ điều kiện | Không đủ điều kiện | Không đủ điều kiện | Không đủ điều kiện |
| Áo & Cộng hòa Séc 2011        | Không đủ điều kiện | Không đủ điều kiện | Không đủ điều kiện | Không đủ điều kiện | Không đủ điều kiện |
| Đan Mạch & Ba Lan 2013        | Không đủ điều kiện | Không đủ điều kiện | Không đủ điều kiện | Không đủ điều kiện | Không đủ điều kiện |
| Tổng                          |                    | 4/11               | 24                 | 9                  | 15                 |